# Le Songe d'une nuit d'été (opéra)
A Midsummer Night's Dream
Pour les articles homonymes, voir Le Songe d'une nuit d'été (homonymie).
Le Songe d'une nuit d'été (A Midsummer Night's Dream en anglais) est un opéra du compositeur britannique Benjamin Britten, adapté de la pièce homonyme de William Shakespeare par lui-même et le chanteur Peter Pears. Il est créé en 1960 à Aldeburgh.

## Historique

### Genèse
Le Festival d'Aldeburgh, fondé en 1948 par le compositeur et le librettiste notamment, fait rouvrir le Jubilee Hall et Benjamin Britten décide de composer un opéra pour son inauguration, en 1960. Le projet de cette œuvre lyrique démarre en août 1959 et dure sept mois. La courte durée pour la construction de cette œuvre force le compositeur et ses collaborateurs à faire quelques concessions. Ainsi, à rebours de ses habitudes, Benjamin Britten décide ne pas créer un livret ex nihilo mais d'adapter, avec Peter Pears, Le Songe d’une nuit d’été, pièce de William Shakespeare, écrite dans les années 1590. La composition de la musique dure du mois d'octobre jusqu'en mai 1960.

### Création
L'opéra est créé le 11 juin 1960 au Festival d'Aldeburgh sous la direction du compositeur, avec les décors de John Piper. On y retrouve notamment  le librettiste Peter Pears dans le rôle de Flute ainsi que la haute-contre anglaise Alfred Deller en d'Oberon, dont le rôle est pour ce chanteur.
La réception de cette première production est assez mitigée en partie à cause de la singularité de cet opéra au sein du reste de l'œuvre de Benjamin Britten. Par ailleurs, le mélange des genres et des styles qu'opère le compositeur dans l'écriture de sa musique provoque chez le public un étonnement : l'esthétique musicale baroque anglaise que l'on retrouve chez Georg Friedrich Haendel ou Henry Purcell côtoie la voix du contre-ténor du personnage principal avec des instruments rarement présent ensemble en opéra : harpe, célesta ou clavecin.

## Description
Le Songe d'une nuit d'été est un opéra-comique en langue anglaise, distribué en trois actes et quatre tableaux. L'histoire est nécessairement raccourcie pour s'adapter au temps disponible de la scène lyrique mais suit globalement la trame du drame initial. Ainsi, le livret recentre l'histoire sur l'aspect surnaturel du récit et fait se dérouler l'action presque uniquement dans les bois vers Athènes.

## Personnages
| Rôles Oberon, roi des fées Tytania (« Titania »), reine des fées Puck (« Robin Luron »), lutin Chœur des fées Cobweb (« Toile-d'araignée ») Moth (« Phalène ») Mustardseed (« Graine-de-moutarde ») Peaseblossom (« Fleur-de-pois ») - Lysander (« Lysandre »), amant d'Hermia Demetrius, amant d'Hermia Hermia, amante de Lysandre Helena (« Hélène »), amante de Demetrius Theseus (« Thésée »), duc d'Athènes Hippolyta (« Hippolyte »), reine des Amazones - Nick Bottom (« Derrière »), tisserand Quince (« Lecoing »), charpentier Flute (« Flûte »), raccommodeur de soufflets Snug (« Étriqué »), menuisier Snout (« Groin »), chaudronnier Starveling (« Meurt-de-faim »), tailleur | Tessiture contre-ténor soprano rôle parlé soprano (enfant) - ténor baryton mezzo-soprano soprano basse contralto - baryton-basse basse ténor basse ténor baryton | Créateurs Alfred Deller Jennifer Vyvyan Leonide Massine fils - George Maran Thomas Hemsley Marjorie Thomas April Cantelo Forbes Robinson Johanna Peters - Owen Brannigan Norman Lumsden Peter Pears David Kelly Edward Byles Kevin Platts |

## Argument

### Acte I

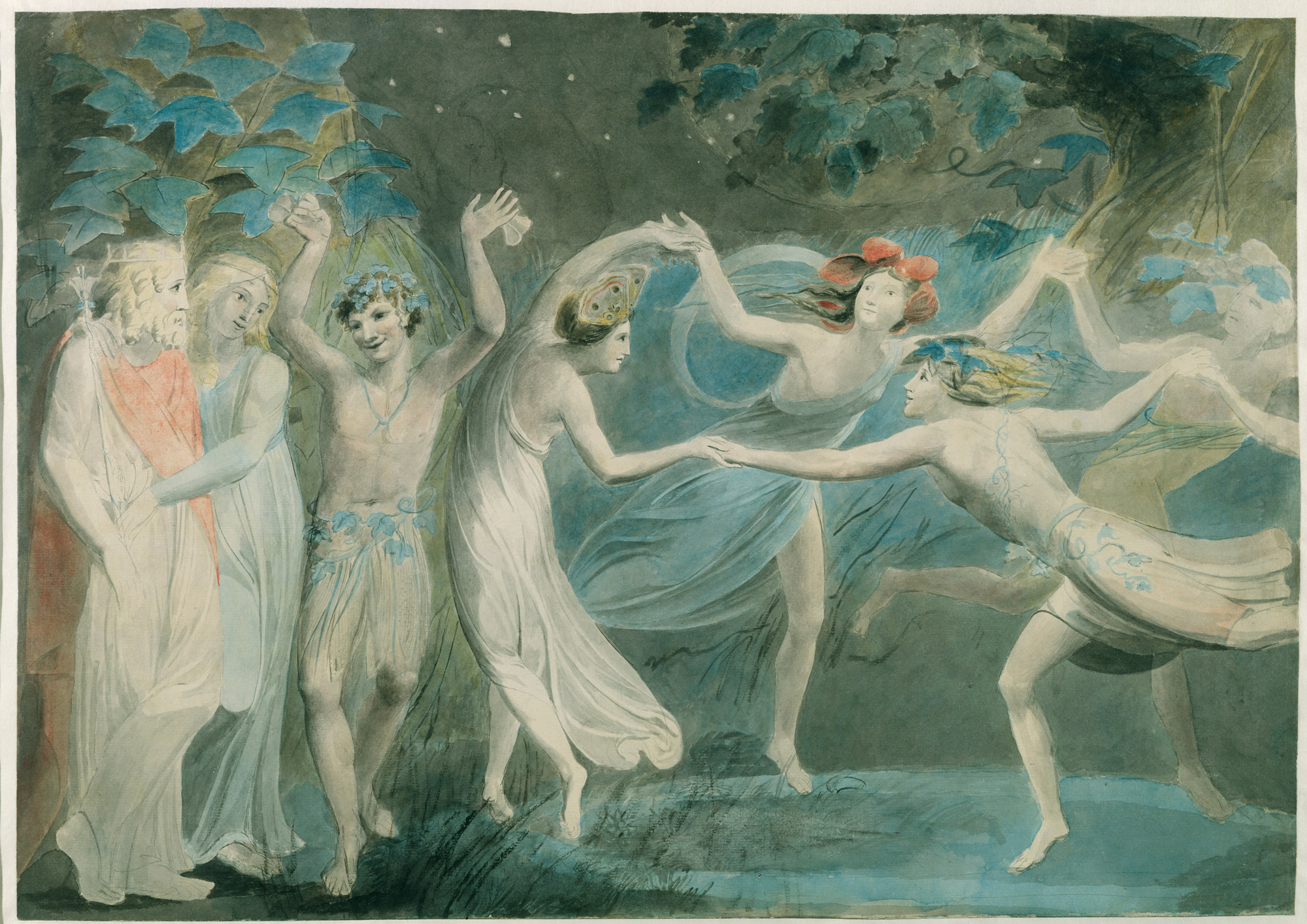
Obéron, Titania et Puck avec des fées de William Blake, vers 1786

#### Scène 1
Dans un bois près d'Athènes, au crépuscule, les fées au service de la reine Titania chantent un air interrompu par l'arrivée de Puck, qui sert Obéron et dont elles craignent les facéties. Puck annonce l'arrivée d'Obéron et de Titania, qui se disputent : en effet Obéron souhaite prendre à son service un jeune indien dont Titania a fait son page, mais elle le lui refuse. Aucun ne veut céder, et leur querelle met en péril l'équilibre naturel. Ils se séparent.
Obéron projette de se venger: il envoie Puck chercher une herbe magique dont le suc, versé sur les paupières d'une personne endormie, la rendra amoureuse de la première créature vue à son réveil. Puck se met aussitôt en route et annonce qu'il fera le tour de la terre « en quarante minutes ».

#### Scène 2
Lysandre et Hermia ont fui Athènes et se réfugient dans les bois : en effet le père d'Hermia veut lui faire épouser Démétrius, mais c'est Lysandre qu'elle aime. Ils se jurent fidélité et quittent la scène. Démétrius entre à leur poursuite, suivi lui-même par Hélène qui est amoureuse de lui. Il la repousse sans ménagement. Puck revient avec la fleur magique et Obéron lui ordonne d'en verser le suc  sur les yeux de Titania ainsi que d'un « jeune dédaigneux » (Démétrius) que Puck reconnaîtra à son costume d'Athénien.  

#### Scène 3
Les artisans se réunissent dans le bois afin de se répartir les rôles de la pièce qu'ils espèrent jouer pour le mariage de Thésée. Bottom prétend jouer tous les rôles. Il accepte finalement de n'interpréter que celui de Pyrame.

#### Scène 4
Lysandre et Hermia réapparaissent. Ils sont fatigués et décident de se reposer dans les bois. Hermia refuse de partager la couche de Lysandre et insiste pour qu'il s'allonge un peu plus loin. Puck voit Lysandre endormi et croit reconnaître Démétrius : il verse le suc sur ses yeux. Hélène, qui poursuit toujours Démétrius, s'approche à son tour et découvre Lysandre: il se réveille et tombe aussitôt amoureux d'elle, tandis qu'elle croit à une mauvaise plaisanterie. Elle s'enfuit, poursuivie par Lysandre. Hermia s'éveille à son tour d'un cauchemar. Elle se lance à la recherche de Lysandre qui a disparu.

#### Scène 5
Titania demande à ses fées de chanter pour l'endormir. Les fées s'exécutent, invitant serpents, salamandres et araignées à se tenir loin de leur reine pendant son sommeil. Mais Obéron s'approche et verse le suc magique sur les paupières de Titania, l'invitant à se réveiller quand « quelque être vil s'approchera ».

### Acte II

#### Scène 1
Un prélude qui évoque le mystère de la nuit et du rêve dans la forêt est suivi de l'entrée des artisans qui vont répéter leur pièce. Alors que Bottom se retire en attendant sa prochaine réplique Puck en profite pour l'affubler d'une tête d'âne. Bottom réapparait, et ses compagnons terrifiés s'enfuient. Bottom pense qu'ils veulent se moquer de lui mais entonne néanmoins une chanson pour se rassurer. Titania se réveille, voit Bottom et en tombe amoureuse. Elle appelle ses fées et les met au service de son nouvel amant. Bercés par la chanson des fées, Bottom et la reine s'endorment bientôt.

#### Scène 2
Démétrius réapparaît, il déclare sa passion à Hermia mais elle le repousse et l'accuse d'avoir assassiné Lysandre. Il renonce à la suivre et décide de se reposer. Obéron, qui a assisté à la scène, s'est aperçu de l'erreur de Puck, qu'il corrige en versant le suc magique sur les yeux de Démétrius endormi. Entrent Lysandre et Hélène. Démétrius s'éveille et, voyant Helena, en tombe à nouveau amoureux. Mais celle-ci est excédée et se croit victime d'une conspiration des trois autres. Elle évoque avec nostalgie son amitié passée avec Hermia. La scène se termine en violente dispute entre les amants, les deux hommes menaçant de se battre. Obéron est furieux au spectacle de la confusion créée par Puck. Il lui ordonne d'égarer les deux hommes dans la forêt afin de les empêcher de se battre. Finalement les amants s'endorment et Puck presse le suc magique sur les paupières de Lysandre.

### Acte III

#### Scène 1
Obéron prend pitié de Titania et décide de lever le sortilège : elle se réveille et découvre avec révulsion son amant à tête d'âne. Titania et Obéron se réconcilient. Les amants se réveillent et se réconcilient également. Ils s'éloignent en se racontant leurs rêves. Bottom s'éveille à son tour, ayant retrouvé sa propre tête, et appelle ses compagnons. Il sort au moment où ils entrent en se lamentant de sa disparition. Finalement tous se retrouvent.

#### Scène 2
Le duc annonce son mariage avec Hippolyte avec la pompe qui doit accompagner l'évènement. Les quatre amants entrent, confessent leur faute et sont pardonnés : ils seront mariés en même temps que le duc. On annonce ensuite, pour l'après-souper, la pièce des artisans, « farce très tragique » de Pyrame et Thisbé. Les artisans interprètent le drame sous les commentaires amusés ou critiques de Thésée, d'Hippolyte et des amants. La pièce se termine et Thésée décline l'offre d'un épilogue. Les artisans exécutent une bergamasque, puis les fées viennent conclure l'opéra en chantant l'amour retrouvé et l'ordre naturel rétabli.

## Enregistrements
- Decca, 3 CD.

## Représentations
- En 2015, au Festival d'Aix-en-Provence, dirigé par Kazushi Ono et mis en scène par Robert Carsen[6].
- En 2018, à l'Opéra de Tours, dirigé par Benjamin Pionnier et mis en scène par Jacques Vincey[7].
- En 2019, à l'Opéra de Montpellier, dirigé par Daniel Carter et mis en scène par Ted Huffman[8], repris en 2020, à l'Opéra de Berlin[9].
- En 2022 , à l'Opéra de Lille, et 2024 à l'Opéra de Lausanne dirigé par Guillaume Tourniaire mis en scène par Laurent Pelly[10].